# 토냐 핀킨스

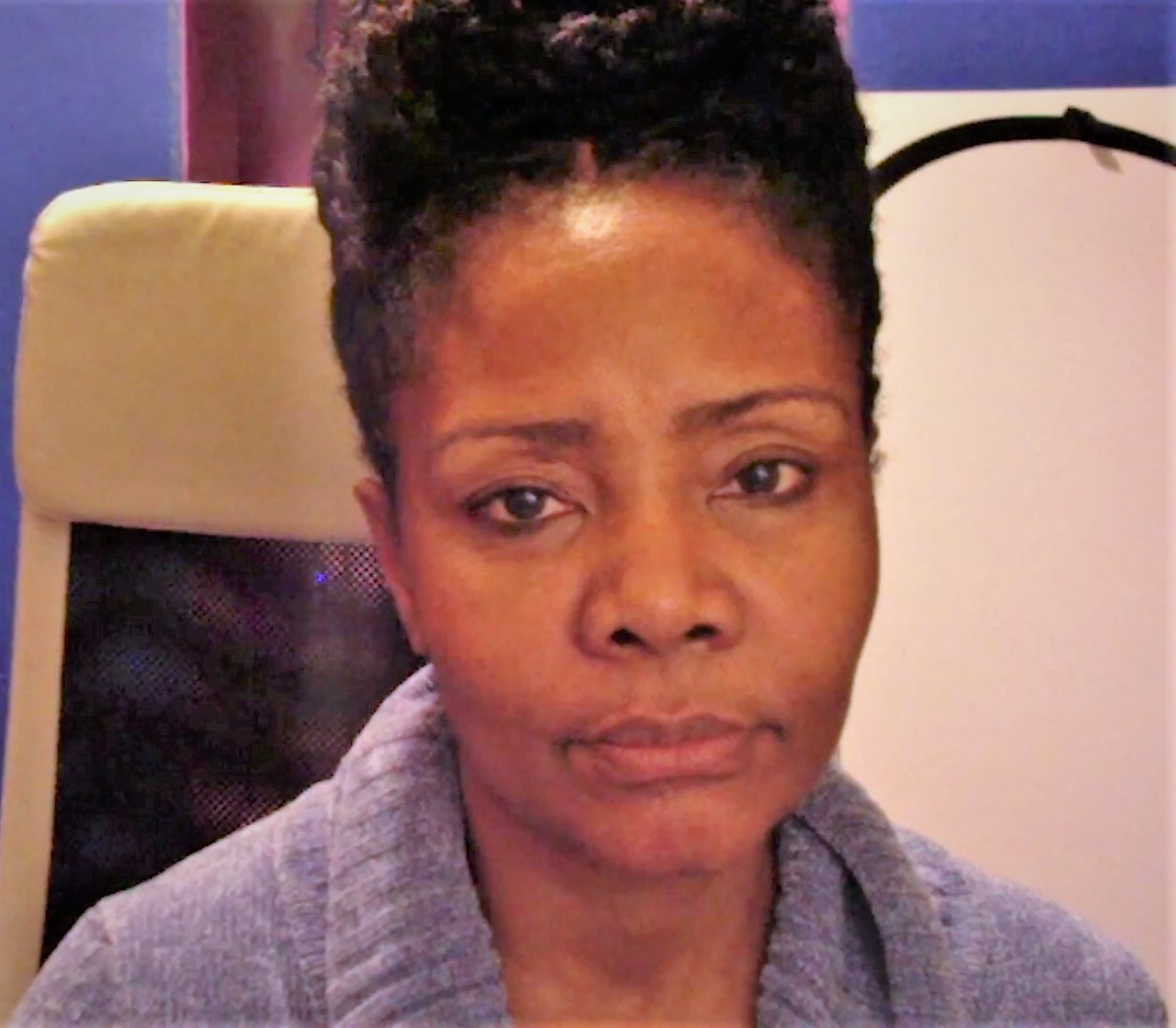

토냐 핀킨스(Tonya Pinkins, 1962년 5월 30일 ~ )는 미국의 텔레비전 배우, 영화배우, 연극 배우, 배우이다.
시카고에서 태어났다.

## 영화
- 라이트 웬 유 겟 워크 (2018년)
- 자비로운 날들 (2017년)
- 아드바크 (2017년)
- 북 오브 헨리 (2017년)
- 11/22/63 (2016년) - 미아 미미 콜코란 역
- 홈 (2013년) - 에스민 역
- 뉼리위즈 (2013년) - 재키 역
- 지골로 인 뉴욕 (2013년) - 오델라 역
- 노아의 방주 - 점핑 더 브룸 (2008년)
- 아미 와이브즈 1 (2007년)
- 쇼비지니스 - 더 로드 투 브로드웨이 (2007년) - 본인 역
- 마법에 걸린 사랑 (2007년)
- 프리미엄 (2006년)
- 로맨스와 담배 (2005년)
- 할렘 덩크 (1994년)
- 법과 질서 (1990년)
- 슛! 골인 (1987년)
- 천사의 분노 2 (1986년)
- 애즈 더 월드 턴즈 (1956년)